# Uli Wachholtz

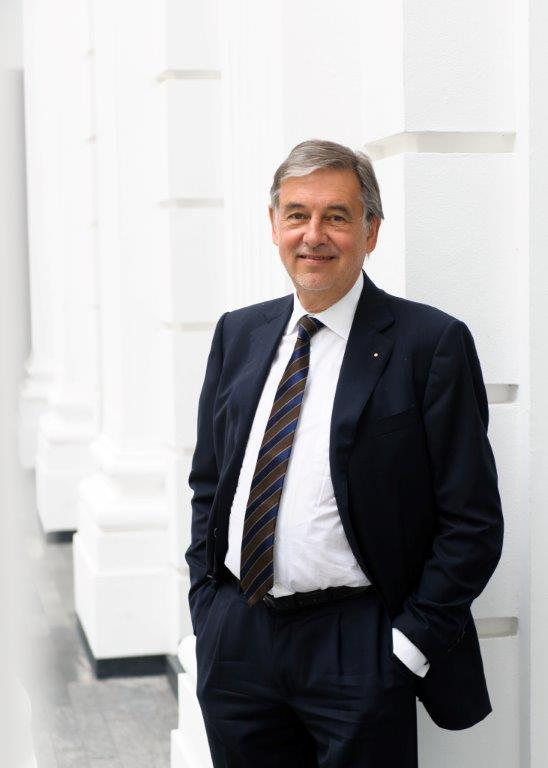
Ulrich Wachholtz

Ulrich „Uli“ Wachholtz (* 9. März 1949 in Eutin) ist ein deutscher Unternehmer und Verleger. Als persönlich haftender und geschäftsführender Gesellschafter führt er das Familienunternehmen Karl Wachholtz Verlag GmbH und Co KG, das Medien- und weitere Beteiligungen hält und darüber hinaus im Immobiliensektor aktiv ist. Von 2009 bis 2021 war er Präsident von UV Nord, der Vereinigung der Unternehmensverbände in Hamburg und Schleswig-Holstein.

## Leben
Wachholtz’ Eltern sind der Verleger Ulf Wachholtz und dessen Frau Gisela Wachholtz. Uli Wachholtz machte 1968 sein Abitur an der Holstenschule in Neumünster. Nach einer Ausbildung zum Verlagskaufmann und einem Studium der Betriebswirtschaftslehre in Hamburg trat er 1974 in das familieneigene Verlagsgeschäft ein, 1987 übernahm er die Geschäftsführung. Von 1985 bis 1992 war er Gründungsgeschäftsführer des ersten flächendeckenden Privatsenders in Deutschland, Radio Schleswig-Holstein. Die von ihm herausgegebenen Zeitungstitel Holsteinischer Courier und Ostholsteiner Anzeiger brachte er 2001 in den sh:z, den Schleswig-Holsteinischen Zeitungsverlag ein, und ist dort Mitherausgeber. Der sh:z ist eine 100-prozentige Tochtergesellschaft der medien holding:nord GmbH, deren Co-Sprecher der Gesellschafter Uli Wachholtz ist. Wachholtz ist mit Gabriele Wachholtz verheiratet. Er hat zwei erwachsene Kinder.

## Ehrenamt
Von 1994 bis 2002 war Wachholtz Vorsitzender des Unternehmensverbandes Mittelholstein und ist seitdem dort Ehrenvorsitzender. Ebenfalls 1994 wurde er ins Präsidium des Unternehmensverbände Schleswig-Holstein gewählt. Nach Fusion der Unternehmensverbände Hamburg und Schleswig-Holstein zur Vereinigung der Unternehmensverbände in Hamburg und Schleswig-Holstein (UV Nord) am 1. Januar 2000 wurde Wachholtz 2007 zunächst Vizepräsident und ist nunmehr seit 2009 Präsident von UV Nord und war Vorsitzender der Studien- und Fördergesellschaft der Schleswig-Holsteinischen Wirtschaft. Seit 21. November 2011 ist er Mitglied im Präsidium der BDA und wurde am 23. November 2015 erneut für vier Jahre im Amt bestätigt.

## Weitere Ehrenämter
- Mitglied im Plenum der Handelskammer Hamburg
- Mitglied im Verwaltungsrat der Haspa Finanzholding
- Mitglied im Aufsichtsrat der Bürgschaftsbank Schleswig-Holstein
- Vorsitzender des Stiftungsrats der Herbert Gerisch-Stiftung
- Vorstandsmitglied beim Schleswig-Holstein Musik Festival e. V.

## Ehrungen
- Bundesverdienstkreuz am Bande (2001)